# Pietro Levita
Pietro Levita (VI secolo – Roma, 30 aprile 605) è stato un collaboratore di Gregorio Magno. Il suo culto come beato è stato confermato da papa Pio IX nel 1866.

## Biografia
Fu compagno di Gregorio Magno nel monastero di Sant'Andrea al Celio e, dopo l'elezione di Gregorio al pontificato, gli fu affidata l'amministrazione dei beni della Chiesa in Campania e Sicilia.
Rientrato a Roma, fu ordinato diacono e visse alla corte papale come segretario di papa Gregorio; il suo nome ricorre spesso nei quattro libri dei Dialogi di Gregorio.
Giovanni Diacono riferisce, che dopo la morte del pontefice, difese strenuamente la sua memoria contro quelli che lo accusavano di aver dilapidato il patrimonio della Chiesa e chiedevano la distruzione dei suoi scritti.

## Il culto
Il suo corpo fu deposto accanto a quello di papa Gregorio e fu poi traslato, forse attorno al VII secolo, in diocesi di Vercelli. Nel 1480 le sue reliquie furono trasferite a Salussola.
Papa Pio IX, con decreto del 3 maggio 1866, ne confermò il culto con il titolo di beato.
Il suo elogio si legge nel martirologio romano al 30 aprile.